# Boussenois
Boussenois település Franciaországban, Côte-d’Or megyében. Lakosainak száma 106 fő (2022. január 1.). Boussenois Rivière-les-Fosses és Selongey községekkel határos.

## Népesség
A település népességének változása:
| Lakosok száma | 98   | 110  | 120  | 127  | 117  | 124  | 118  | 107  | 106  | 106  |
|               | 1968 | 1982 | 1990 | 2006 | 2013 | 2015 | 2017 | 2019 | 2020 | 2022 |